# Roger Barthe
En Rogièr Barta (en francès: Roger Barthe; Magalàs, Llenguadoc, 1911- Montpeller, 1981) és un filòleg, escriptor i assagista occità, membre de la Comission de Normalisacion Filologica de l'occità i que ha realitzat el diccionari Lexique occitan-français i el Lexique français-occitan. També ha col·laborat en la revista occitana Oc i ha escrit, en francès, català i occità, diversos llibres d'assaig, poemes, llegendes i contes.

## Obra
- L'idée latine, 1962, Collection "Opinions occitanes,", v. 1, Institut d'études occitanes, els apèndixs són transcripcions de dicursos de l'autor (francès)
- Dictionnaire de l'assurance et de la réassurance, 1965, Annales de l'idée latine (francès)
- Lexique français-occitan, 1970,
- Lexique occitan-français, 1972, Collection des "Amis de la langue d'oc"
- La font perduda, 1973, Colleccion dels Amics de lalenga d'oc, poemes (català)
- Pròsas de tota mena ..., 1979, Publicat pels "Amics de la lenga d'oc", és un recull d'articles i texts seus escrits en occità, sobretot en revistes i publicacions diverses, de 1946 a 1978 (occità)
- Contes buissoniers, 2005 (francès)